# South of Heaven
South of Heaven (рус. К югу от рая) — четвёртый студийный альбом американской трэш-метал-группы Slayer. Он был записан в 1987 году, и выпущен в 1988 году на Def Jam Records (позднее выпущен заново на Def American / American Recordings).

## Об альбоме
Этот диск отмечен как преднамеренное отклонение от предыдущего альбома, с более медленными песнями, более мелодичным вокалом (например, в песне «Mandatory Suicide» слова просто прочитаны) и чистым звучанием гитар в песне «Spill The Blood». Участники группы Slayer утверждали, что это единственный подобный альбом в их дискографии — они чувствовали, что не могут превзойти скорость альбома Reign in Blood.
Вокал альбома подвергся критике многих фанатов группы, хоть он и не был полным отказом от звучания предыдущего, включая такие же скоростные песни, как и выпущенные ранее, например «Silent Scream», что оттолкнуло некоторых фанатов.
Вступление к песне «Ghosts of War» повторяет концовку песни «Chemical Warfare», из сингла Haunting the Chapel, одной из наиболее популярных песен среди фанатов и являющейся главным номером живых выступлений.

## Запись альбома
South of Heaven был записан в Лос-Анджелесе, Калифорния с продюсером Риком Рубином. Вернувшись в студию для записи своего четвёртого студийного альбома, группа начала экспериментировать со звучанием. Альбом South of Heaven сильно контрастировал с Reign in Blood, на этот раз группа решила снизить темп песен, вокал стал более мелодичным в сравнении с резкими криками с предыдущего альбома.
Джефф Ханнеман говорил:
Мы знали, что не сможем превзойти Reign in Blood, поэтому нам пришлось записать альбом с более медленными песнями. Мы знали, всё, что мы выпустим, будут сравнивать с Reign in Blood, и, помнится, мы обсуждали вариант со снижением темпа. Это было странным: мы никогда такого не делали, ни на одном из предыдущих или последующих альбомов.
Керри Кинг считает этот альбом «своим самым тусклым исполнением», хотя у Тома Арайа сложилось лучшее мнение о South of Heaven.
В ноябре 2003, Slayer выпустил Soundtrack to the Apocalypse, который включал три диска и один DVD, третий диск включает редкие записи группы. Среди песен на третьем диске была ранняя версия «South of Heaven», сделанная в доме Ханнемана.

## Оценки критиков
Вышедший в 1988 году альбом South of Heaven получил разноречивые мнения фанатов и критиков. Вместе с тем он стал самым коммерчески успешным альбомом Slayer на то время, дебютировав на 57 позиции чарта Billboard 200, и вторым «золотым» по сертификации альбомом коллектива в США. South of Heaven был награждён серебряным свидетельством в Соединенном Королевстве 1 января 1993, первый альбом Slayer, который достиг такого успеха в этой стране.
Официальная биография группы заявляет, что «некоторые критики похвалили альбом как желание Slayer расти музыкально и избежать самоповтора».
Рецензент PopMatters Адриен Бегран отметил что манера Дэйва Ломбардо играть сильно изменилась на этом альбоме".
Рассматривая Soundtrack to the Apocalypse, Адриен Бегран из PopMatters описал альбом как «их наиболее недооцененный, на этом сборнике, это отношение группы о альбоме South of Heaven». Питер Аткинсон KNAC.COM говорит, что у альбома есть «грандиозность и внушительное присутствие», которое делает данный альбом «настолько великолепным». Обсуждая Slayer на интервью в октябре 2007, Мэтт Дрэйк заявил что, в то время как альбом Reign in Blood «был только скоростью», South of Heaven доказал, что группа могла написать «также и медленный материал».
Однако, Ким Нили из Rolling Stone раскритиковал альбом и назвал его «искренне наступательной сатанинской бессмыслицей». Официальная биография Slayer: «новые звуки разочаровали некоторых из поклонников группы, которые были более приученными к стилю более ранних выпусков». Майкл Робертс Westworld сказал, что это происходило из-за некоторых из чисел, перемещающихся «на более грязной скорости Black Sabbath».

## Кавер-версии
Песня группы Judas Priest «Dissident Aggressor» является единственной кавер-версией, появившейся на студийном альбоме группы. Песня была выбрана из-за её военной тематики лирики. Ханнеман описал песню как одну «из тех песен, которые не знает много людей, но это была любимая песня Керри и моя, таким образом мы выбрали её». Тем временем, песня «Cleanse the Soul» была в большой степени раскритикована Кингом, который сказал, что он ненавидит эту песню: «Это — одна из песен о неблагонадёжности в нашей истории. Я думаю, что это ужасно. [Смех] я ненавижу вводный риф этой песни. Это — то, что мы называем счастливым рифом. Это точно так же как 'ла-лэл-ла-ла-ла', но после этого песня становится более тяжелее, мне нравится эта секция. Если мы когда-либо делали смесь, я оставил часть этого там».
Песни «South of Heaven», «Mandatory Suicide» и другие неоднократно исполнялись различными группами и исполнителями.

## Фотография и иллюстрация
Иллюстрацией обложки альбома South of Heaven занимался художник Ларри Карролл, который создал обложку к предыдущему альбому Reign in Blood.

## Живые концерты
Две песни, взятые с альбома «Mandatory Suicide» и «South of Heaven», стали постоянными в живом сет-листе группы, они появились на DVD Live Intrusion, War at the Warfield, Still Reigning, Soundtrack to the Apocalypse, и на двойном сборнике Decade of Aggression. Дэйв Ломбардо выступил с финской группой виолончелистов Apocalyptica, сыграв два объединённых трека на фестивале Headbanger’s Heaven 1998 в Голландии. Живое исполнение «South of Heaven» было также включено в DVD, который шёл с перевыпуском девятого альбома группы Christ Illusion.
Песня «Behind the Crooked Cross» редко играется вживую, поскольку Ханнеман ненавидел эту песню, хотя Кинг всегда хотел играть её, «потому что у неё крутое интро». Несмотря на это песня не была его любимой песней. Кинг сказал, что «это прекрасно», говоря о ситуации, отмечая, что «есть песни, которые он хочет играть». «Ghosts of War» также не является любимой песней Кинга, но которую «все всегда хотят услышать» на концерте. Он признавался; "мне нравится её окончание, Вы знаете, мне нравится большая тяжелая часть, и я всегда говорю, "помещаем тяжелое окончание в конце от Chemical Warfare и последнюю половину.
Slayer хотели создать живой альбом, созданный из песен альбома Seasons in the Abyss, хотя Ханнеман сказал, что это «серьёзно не рассматривали». Metal Maniacs спросили Slayer на интервью 2006 года, рассмотрят ли они исполнение альбома South of Heaven в своём ближайшем турне, на что ответил Том Арайа: «Это становится модной вещью теперь. Я не знаю». Керри Кинг комментируя данный вопрос сказал: «Вероятно нет. Мне не нравятся достаточно многие песни с South of Heaven».

## Значение
В марте 2023 года группа авторов американского издания Rolling Stone включила титульную композицию данного альбома в список «100 величайших хеви-метал песен всех времён». В этом рейтинге она заняла 24-ю позицию, заметку о ней составил Хэнк Штимер.

## Список композиций
| №   | Название                                   | Текст песни | Музыка                     | Длительность |
| --- | ------------------------------------------ | ----------- | -------------------------- | ------------ |
| 1.  | «South of Heaven»                          | Том Арайа   | Джефф Ханнеман             | 4:56         |
| 2.  | «Silent Scream»                            | Арайа       | Ханнеман Керри Кинг        | 3:06         |
| 3.  | «Live Undead»                              | Кинг Арайа  | Ханнеман                   | 3:49         |
| 4.  | «Behind the Crooked Cross»                 | Ханнеман    | Ханнеман                   | 3:14         |
| 5.  | «Mandatory Suicide»                        | Арайа       | Ханнеман Кинг              | 4:04         |
| 6.  | «Ghosts of War»                            | Кинг        | Ханнеман Кинг              | 3:52         |
| 7.  | «Read Between the Lies»                    | Кинг Арайа  | Ханнеман                   | 3:19         |
| 8.  | «Cleanse the Soul»                         | Кинг Арайа  | Ханнеман                   | 3:01         |
| 9.  | «Dissident Aggressor» (кавер Judas Priest) | Роб Хэлфорд | К. К. Даунинг Гленн Типтон | 2:34         |
| 10. | «Spill the Blood»                          | Ханнеман    | Ханнеман                   | 4:47         |

## Чарты и сертификации
| Чарт(1988)                       | Позиция |
| -------------------------------- | ------- |
| Australia (ARIA)                 | 53      |
| Нидерланды (Album Top 100)       | 31      |
| Германия (Offizielle Top 100)    | 23      |
| Швеция (Sverigetopplistan)       | 50      |
| Великобритания (UK Albums Chart) | 25      |
| США (Billboard 200)              | 57      |

| Chart (2016)                | Высшая позиция |
| --------------------------- | -------------- |
| Бельгия/Фландрия (Ultratop) | 198            |

| Регион | Сертификация | Продажи  |
| --- | ------------ | -------- |
| Канада (Music Canada) | Золотой      | 50 000^  |
| Великобритания (BPI) | Серебряный   | 60 000^  |
| США (RIAA) | Золотой      | 500 000^ |
| * Данные о продажах приведены только на основе сертификации. ^ Данные о тиражах приведены только на основе сертификации. |              |          |

## Участники записи
- Том Арайа — бас-гитара, вокал
- Джефф Ханнеман — гитара
- Керри Кинг — гитара
- Дэйв Ломбардо — ударные